# Francisco Menéndez Valdivieso
Francisco Menéndez Valdivieso (1830-1890) foi um militar e político que exerceu o cargo de presidente de El Salvador no período de 1885 a 1890.
Sua família possuía algumas terras, que lhes davam alguma independência econômica. Começou sua carreira militar em 1860, como oficial do exército salvadorenho às ordens do presidente Gerardo Barrios. Em 1871 participou na revolução que derrocou ao presidente conservador Francisco Dueñas.
Em 1876 apoiou o governo do liberal Rafael Zaldívar, mas depois de um confronto com o novo mandatário teve que exilar-se na Guatemala. Em 1885, o general Menéndez encabeçou uma revolta contra Zaldívar, que teve que abandonar a presidência. Depois de converter-se em presidente provisório, em 22 de junho de 1885, Menéndez propôs-se redigir uma nova constituição, conforme princípios liberais. A Constituição promulgada em 1886 que foi a oitava da história de El Salvador teve uma vigência de 53 anos, de 1886 a 1939. Em 1887 foi eleito presidente constitucional. Durante seu governo, Menéndez promoveu o cultivo do café na zona ocidental do país.
Em 22 de junho de 1890 sofreu um golpe de estado encabeçado pelo general Carlos Basilio Ezeta. Faleceu no mesmo dia, por causa de um infarto.